# Шахта «Булавинська»
ДП Шахта «Булавинська». Входить до ВО «Орджонікідзевугілля». Розташована у смт. Булавинське, Єнакієвської міськради, Донецької області.
Здана у експлуатацію у 1945 р. з виробничою потужністю 600 тис. т/рік. Фактичний видобуток 321 т/добу (2001). У 2003 р. видобуто 137 тис.т вугілля.
Шахта небезпечна за раптовими викидами вугілля і газу. Роботи ведуться на гор. 530 м.
Шахтне поле розкрите двома шахтними стволами. Розробляються пласти l3, l4, l5. Марки вугілля: П та А. Пласти сер. потужністю 0,6-0,9 м, кути падіння 54-63о.
Адреса: 86487, смт. Булавинське, м. Єнакієве, Донецької обл.